# 산리즈카 시바야마 연합공항반대동맹

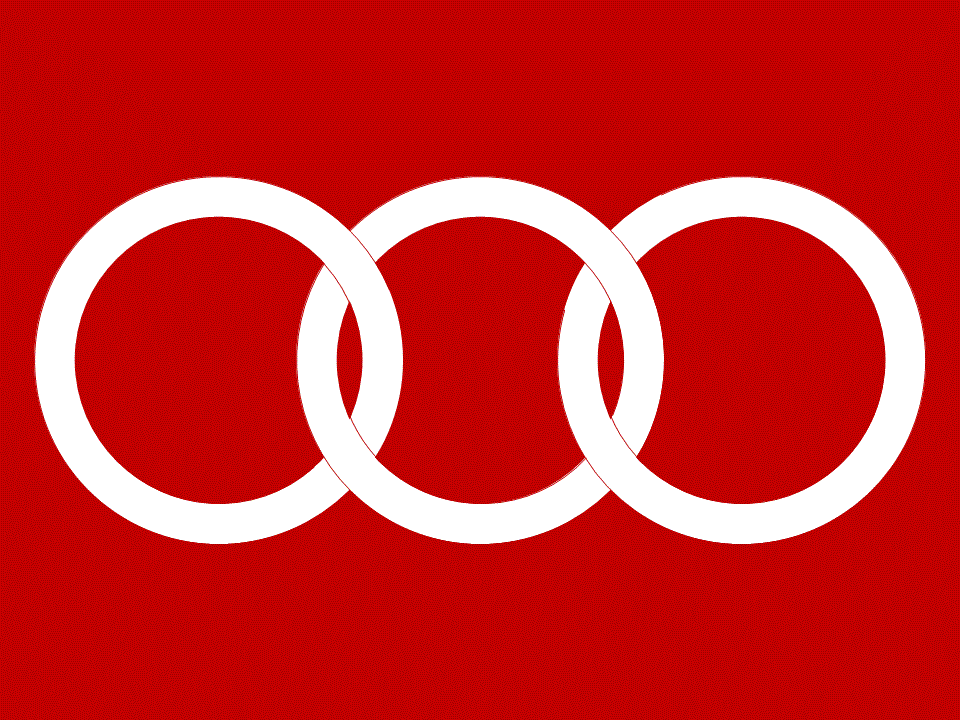
반대동맹의 상징. 초기에는 공산당-반대동맹-사회당 연대를 의미했지만 양대 혁신정당이 운동에서 이탈하고 신좌파가 합류한 뒤로는 노-농-학 연대를 의미하게 되었다.

산리즈카 시바야마 연합공항반대동맹(일본어: 三里塚芝山連合空港反対同盟 산리즈카시바야마렌고쿠코한타이도메이[*]), 약칭 반대동맹(일본어: 反対同盟 한타이도메이[*])은 신도쿄국제공항(현 나리타 국제공항) 건설 및 그에 따른 토지수용 등에 반대하는 지역민들이 1966년 8월 22일 결성한 단체다.
1970년에서 1971년 사이에 당시 340호의 농가가 반대동맹에 참여했다. 공항 예정지에 땅을 가진 농민을 비롯해 주변 일대(나리타시 산리즈카 및 시바야마정) 주민들이 결집해 청년행동대(청행대), 노인행동대(전 메이지행동대, 후 노인결사대), 부인행동대, 소년행동대(소년행)을 조직했다. 반대동맹은 공항건설을 추진하기 위해 일본 정부가 현지에 투입한 경찰관리 및 기동대와 오랜 시간 대치해왔다.
반대동맹은 신좌파의 지원을 받아 공권력과 격렬한 충돌을 반복해왔다. 이러한 운동에 대해 보수주의자 뿐 아니라 일본사회당 일부, 일본공산당, 사회주의노동자당, 등은 비판을 계속해왔다. 그러나 사회당과 공산당은 반대동맹의 설립에 깊이 관여한 바 있다.
1983년 반대동맹은 지원정파 관계 및 운동 방향을 둘러싸고 키타하라파(北原派)와 아츠타파(熱田派)로 분열했고, 1987년에는 평행활주로(B활주로) 용지에 사는 농가 4호가 키타하라파로부터 이탈해 오가와파(小川派)를 결성했다.
1990년대 들면 아츠타파에서는 국가측과 대화할 분위기가 생겨났다. 아츠타파 대표 아츠타 하지메는 이 움직임을 긍정하지 않았기 때문에 1990년 사임했다. 이후 아츠타파는 "구 아츠타파(旧熱田派)"라고 불린다. 구 아츠타파는 나리타 공항 문제 심포지엄 및 나리타 공항 문제 원탁회의에 참여하여 운수대신과 내각총리대신의 공식사과를 받아냈다. 이를 계기로 나리타 국제공항의 2기 공사가 진전되어 1995년 오가와파도 1호를 제외하고 모두 토지매각에 응하면서 2002년 B활주로 사용이 개시되었다.
그러나 2000년대 들어서도 국가와 대화에 나서지 않은 키타하라파를 중심으로 분쟁이 계속되었고, 구 아츠타파 소속 중에도 투쟁을 아직 계속하는 집단이 존재한다.
반대동맹의 양 파는 분열 이래로 따로 활동하고 있으며, 매년 연초에 "깃발열기(旗開き)"라고 칭하는 회의를 각각 실시하고 있다. 키타하라파는 매년 3-4월과 10월에 "전국집회"라고 칭하는 500명 정도 규모의 단결행동을 실시하고 있지만 규모는 해마다 줄어들고 있다.

## 주요 인물
- 토무라 잇사쿠: 분열 이전 대표. 1979년 사망.
- 키타하라 코우지: 키타하라파 사무국장. 2017년 사망.
- 아츠타 하지메: 아츠타파 대표.
- 오가와 가키치: 오가와파 대표.
- 아이카와 카츠시게: 청년행동대원 출신. 1997년-현재 시바야마정장 역임.